# Leon Haslam
Leon Lloyd Haslam (né le 31 mai 1983 à Smalley, Derbyshire) est un pilote de vitesse moto anglais. Il commence à courir très jeune, et avant d'avoir vingt ans, il a déjà participé à la plupart des courses britanniques importantes. Entre 2005 et 2008, il obtient régulièrement de bons classements au British Superbike Championship. En 2009 il passe au niveau international en concourant dans le championnat du monde de Superbike. Il y est encore en 2010 sur une Suzuki d'usine. Haslam est surnommé "Pocket Rocket" car il est le fils de 'Rocket' Ron Haslam.

## Débuts 1998–2003
Dès son plus jeune âge, Leon Haslam assiste aux courses de moto de son père. Leon court lui-même en catégories jeunes. En 1995 et 1996 il est titré "National Youth Motocross champion" et en 1998, "MCN Young Rider of the Year" après avoir terminé 7e au championnat britannique des 125 cm3. En 1999, il continue à participer à des courses britanniques. Il débute en championnat de monde 125 cm3 lors de la saison 2000 dans l'équipe ItalJet. En 2001, il rejoint une écurie privée qui utilise des Honda NSR500V. En 2002, il court en 250 cm3 sur une autre Honda.
En 2003 il signe chez Renegade Ducati pour courir le British Supersport Championship, mais bientôt, il est appelé pour remplacer Sean Emmett dans le British Superbike Championship, et il fait aussi six courses du championnat du monde Superbike, avec une 6e place à Assen et Magny-Cours.

## Championnat du monde Superbike 2004
En 2004 il fait la saison entière pour Renegade aux côtés de Noriyuki Haga. Il termine 8e au général, et un titre de meilleur débutant (rookie of the year). Cette année-là, Haslam gagne la course de British Superbike à Brands Hatch sous une pluie torrentielle, lors de l'une des trois fois où l'équipe s'est inscrite dans cette série.

## Championnat britannique de Superbike 2005–2008
L'écurie Renegade abandonne Ducati pour Honda et doit se résoudre à n'avoir plus qu'un seul coureur. Leon Haslam change donc d'équipe pour rejoindre BSB avec le groupe "GSE Racing Squad" qui s'est reformé, et qui s'appellera plus tard "Airwaves Ducati". Haslam termine 4e au général, derrière son coéquipier Lavilla et les deux HM Plant Honda de Ryuichi Kiyonari et de Michael Rutter. 
En 2006 Leon continue avec Airwaves sponsorisé par GSE Ducati 999, et son coéquipier Lavilla. Au cours des douze premières courses, il termine huit fois second, ne gagnant jamais, mais réussissant tout de même trois pole position et obtenant une place de 2e au général. Les victoires ne tarderont pas à venir. Il est particulièrement fier de celle qu'il obtient sur le circuit mouillé de Croft. Il termine la saison 2e au classement général.
L'année suivante, en 2007, il fait encore une bonne saison, terminant sur le podium, à la 3e place.
En 2008, Haslam quitte Airwaves Ducati à la suite de problèmes concernant la légalité de la Ducati 1098. Il rejoint l'écurie HM Plant Honda. Haslam est mis en difficulté dès le début de la season. Il est même dépassé régulièrement par son jeune coéquipier Cal Crutchlow. Il est exclu à Oulton Park pour un incident avec Tom Sykes. Il remporte la course de Knockhill, bénéficiant de l'accident de  Byrne. Il gagne à Cadwell Park.
Haslam reçoit aussi deux invitations (wild card) pour le championnat du monde et court donc à Donington Park et Portimão.

## Championnat du monde Superbike 2009 jusqu'à aujourd'hui
Il signe chez Stiggy Honda. Le championnat du monde 2009 commence très bien pour lui avec une troisième place à Phillip Island dans la deuxième manche de la première compétition. Il poursuit avec de bonnes prestations, qui lui permettent finalement d’occuper la 6e place du classement général.
En 2010, il fait encore mieux, terminant 2e. Son coéquipier est Sylvain Guintoli.
Le 28 septembre 2010, il signe un contrat de deux ans pour courir avec l'équipe BMW à partir de la saison 2011.

## Statistiques

### Courses par année
(Les courses notées en gras indique une pole position)
| Year | Class   | Bike         | 1      | 2      | 3       | 4       | 5      | 6       | 7      | 8      | 9       | 10      | 11      | 12      | 13     | 14      | 15      | 16     | Pos  | Pts |
| ---- | ------- | ------------ | ------ | ------ | ------- | ------- | ------ | ------- | ------ | ------ | ------- | ------- | ------- | ------- | ------ | ------- | ------- | ------ | ---- | --- |
| 1998 | 125 cm3 | Honda        | JPN    | MAL    | SPA     | ITA     | FRA    | MAD     | NED    | GBR 17 | GER     | CZE     | IMO     | CAT     | AUS    | ARG     |         |        | NC   | 0   |
| 1999 | 125 cm3 | Honda        | MAL    | JPN    | SPA     | FRA     | ITA    | CAT     | NED    | GBR 19 | GER     | CZE     | IMO     | VAL     | AUS    | RSA     | BRA     | ARG    | NC   | 0   |
| 2000 | 125 cm3 | Italjet Moto | RSA 22 | MAL 19 | JPN Ret | SPA 17  | FRA    | ITA 22  | CAT 10 | NED 18 | GBR 19  | GER Ret | CZE 17  | POR Ret | VAL 22 | BRA Ret | PAC Ret | AUS 17 | 27th | 6   |
| 2001 | 500 cm3 | Honda        | JPN 13 | RSA 17 | SPA 16  | FRA DNS | ITA    | CAT DNS | NED 13 | GBR 17 | GER Ret | CZE Ret | POR Ret | VAL 16  | PAC 15 | AUS 19  | MAL 15  | BRA 11 | 19th | 13  |
| 2002 | 250 cm3 | Honda        | JPN    | RSA 15 | ESP 19  | FRA Ret | ITA 18 | CAT 18  | NED    | GBR 17 | GER 13  | CZE 17  | POR 7   | BRA 10  | PAC    | MAL 17  | AUS 18  | VAL 17 | 18th | 19  |

### Superbike World Championship
(Les courses notées en gras indique une pole position) (Les courses en italiques indique un meilleur tour en course)
| Year | Make   | 1     | 1     | 2       | 2      | 3      | 3     | 4      | 4       | 5       | 5      | 6       | 6     | 7      | 7       | 8       | 8       | 9       | 9      | 10     | 10     | 11      | 11      | 12      | 12      | 13    | 13     | 14      | 14      | Pos  | Pts | Ref    |
| Year | Make   | R1    | R2    | R1      | R2     | R1     | R2    | R1     | R2      | R1      | R2     | R1      | R2    | R1     | R2      | R1      | R2      | R1      | R2     | R1     | R2     | R1      | R2      | R1      | R2      | R1    | R2     | R1      | R2      | Pos  | Pts | Ref    |
| ---- | ------ | ----- | ----- | ------- | ------ | ------ | ----- | ------ | ------- | ------- | ------ | ------- | ----- | ------ | ------- | ------- | ------- | ------- | ------ | ------ | ------ | ------- | ------- | ------- | ------- | ----- | ------ | ------- | ------- | ---- | --- | ------ |
| 2003 | Ducati | SPA   | SPA   | AUS     | AUS    | JPN    | JPN   | ITA    | ITA     | GER     | GER    | GBR     | GBR   | SMR    | SMR     | USA     | USA     | GBR Ret | GBR 10 | NED 7  | NED 6  | ITA     | ITA     | FRA Ret | FRA 6   |       |        |         |         | 21st | 35  | [ 10 ] |
| 2004 | Ducati | SPA 5 | SPA 9 | AUS Ret | AUS 10 | SMR 11 | SMR 5 | ITA 5  | ITA 4   | GER 7   | GER 3  | GBR 5   | GBR 4 | USA 9  | USA Ret | GBR Ret | GBR Ret | NED 6   | NED 6  | ITA 10 | ITA 12 | FRA 7   | FRA 6   |         |         |       |        |         |         | 8th  | 169 | [ 10 ] |
| 2008 | Honda  | QAT   | QAT   | AUS     | AUS    | SPA    | SPA   | NED    | NED     | ITA     | ITA    | USA     | USA   | GER    | GER     | SMR     | SMR     | CZE     | CZE    | GBR    | GBR    | EUR 8   | EUR Ret | ITA     | ITA     | FRA   | FRA    | POR 7   | POR 3   | 22nd | 33  | ,      |
| 2009 | Honda  | AUS 6 | AUS 3 | QAT 11  | QAT 11 | SPA 5  | SPA 5 | NED 3  | NED 2   | ITA Ret | ITA 7  | RSA Ret | RSA 4 | USA 10 | USA Ret | SMR 12  | SMR 8   | GBR 4   | GBR 2  | CZE 7  | CZE 12 | GER 6   | GER 5   | ITA 6   | ITA 8   | FRA 5 | FRA 5  | POR Ret | POR Ret | 6th  | 219 | [ 13 ] |
| 2010 | Suzuki | AUS 1 | AUS 2 | POR 2   | POR 2  | SPA 1  | SPA 4 | NED 11 | NED 2   | ITA 4   | ITA 2  | RSA 3   | RSA 1 | USA 2  | USA Ret | SMR 8   | SMR 2   | CZE 8   | CZE 10 | GBR 3  | GBR 4  | GER 6   | GER 3   | ITA 5   | ITA Ret | FRA 2 | FRA 10 |         |         | 2nd  | 376 | [ 14 ] |
| 2011 | BMW    | AUS 3 | AUS 5 | EUR 4   | EUR 4  | NED 12 | NED 5 | ITA 3  | ITA Ret | USA 8   | USA 13 | SMR Ret | SMR 5 | SPA 9  | SPA 9   | CZE 8   | CZE 7   | GBR 4   | GBR 8  | GER 5  | GER 9  | ITA Ret | ITA 5   | FRA 3   | FRA 4   | POR 9 | POR 15 |         |         | 5th  | 224 | [ 15 ] |

- * Saison en cours.

### British Superbike Championship
(Les courses notées en gras indique une pole position) (Les courses en italiques indique un meilleur tour en course)
| Year | Make   | 1       | 1       | 2     | 2       | 3      | 3      | 4     | 4     | 5       | 5     | 6     | 6       | 7     | 7     | 8       | 8       | 9     | 9     | 10    | 10    | 11     | 11      | 12      | 12    | 13     | 13     | Pos | Pts | Ref    |
| Year | Make   | R1      | R2      | R1    | R2      | R1     | R2     | R1    | R2    | R1      | R2    | R1    | R2      | R1    | R2    | R1      | R2      | R1    | R2    | R1    | R2    | R1     | R2      | R1      | R2    | R1     | R2     | Pos | Pts | Ref    |
| ---- | ------ | ------- | ------- | ----- | ------- | ------ | ------ | ----- | ----- | ------- | ----- | ----- | ------- | ----- | ----- | ------- | ------- | ----- | ----- | ----- | ----- | ------ | ------- | ------- | ----- | ------ | ------ | --- | --- | ------ |
| 2005 | Ducati | BHI Ret | BHI 4   | THR 4 | THR 7   | MAL 3  | MAL 5  | OUL 4 | OUL 1 | MOP Ret | MOP 2 | CRO 6 | CRO Ret | KNO 5 | KNO 5 | SNE 2   | SNE Ret | SIL 2 | SIL 3 | CAD 6 | CAD 1 | OUL 4  | OUL 4   | DON 3   | DON 2 | BHGP 2 | BHGP 1 | 4th | 350 | [ 16 ] |
| 2006 | Ducati | BHI Ret | BHI 2   | DON 3 | DON 2   | THR 2  | THR 2  | OUL 3 | OUL 7 | MOP C   | MOP C | MAL 2 | MAL 2   | SNE 2 | SNE 2 | KNO 3   | KNO 3   | OUL 2 | OUL 3 | CRO 4 | CRO 1 | CAD 2  | CAD 1   | SIL Ret | SIL 3 | BHGP 2 | BHGP 1 | 2nd | 458 | [ 17 ] |
| 2007 | Ducati | BHGP 6  | BHGP 4  | THR 6 | THR 6   | SIL 6  | SIL 5  | OUL 2 | OUL 2 | SNE 3   | SNE 5 | MOP 1 | MOP 4   | KNO 3 | KNO 2 | OUL 4   | OUL 4   | MAL 3 | MAL 2 | CRO 5 | CRO 6 | CAD 1  | CAD Ret | DON 1   | DON 1 | BHI 4  | BHI 5  | 3rd | 387 | [ 18 ] |
| 2008 | Honda  | THR 4   | THR Ret | OUL 2 | OUL Ret | BHGP 4 | BHGP 6 | DON 2 | DON 2 | SNE 5   | SNE 5 | MAL 2 | MAL 6   | OUL 4 | OUL 4 | KNO Ret | KNO 1   | CAD 1 | CAD 1 | CRO 2 | CRO 1 | SIL 11 | SIL 1   | BHI 4   | BHI 2 |        |        | 2nd | 357 | [ 19 ] |

## Vie privée
Leon a deux sœurs, Emma et Zoe. Il possède la queue de billard Peter Ebdon qui a servi pour le gain du Championnat du monde de snooker 2002. En dehors du billard, il aime le poker, le golf, et il est un supporter du Manchester United Football Club. Ses partenaires d'entrainement sont sa fiancée Olivia Stringer, ex « Glamour Model », et Riki Christodulou. Il a participé à une course de rallye automobile, à Mallory Park avec une Suzuki Swift avec le projet de faire d'autres rallyes plus tard. Il a deux enfants avec Olivia ; une fille et un garçon.